# Dolichopeza pallidithorax
Dolichopeza pallidithorax är en tvåvingeart som beskrevs av De Meijere 1914. Dolichopeza pallidithorax ingår i släktet Dolichopeza och familjen storharkrankar. Inga underarter finns listade i Catalogue of Life.